# Man har et standpunkt til man tager et nyt
"Man har et standpunkt, til man tager et nyt" er et citat af Jens Otto Krag, der var Danmarks statsminister 1962-1968 og 1971-1972.
Ordene faldt i et interview (1967) med Ekstra Bladet efter folketingsvalget 1966 som svar på, hvordan han så hurtigt kunne ændre sin opfattelse af et samarbejde mellem Socialdemokratiet og Socialistisk Folkeparti (SF). Før valget havde Krag afvist et samarbejde med SF's leder Aksel Larsen, som han opfattede som en gammel kommunist. Samarbejdet blev imidlertid en realitet straks at valget var overstået, fordi Socialdemokratiet kun kunne beholde regeringsmagten, hvis SF støttede partiet.
Citatet var banebrydende, fordi Jens Otto Krag med sit svar understregede, at han ikke, blot ved at  ændre holdning, ville stå til regnskab overfor nogen. Det var i samtiden en ny indstilling. 
Betydningen af citatet har der været megen uenighed om. 
- Citatet er på den ene side blevet kanoniseret som udtryk for politik, når det er værst: Når det nye standpunkt blot er et middel til at nå magten og de mål, man ønsker sig.
- På den anden side er citatet taget til indtægt for det fornuftige i at tage fornyet stilling til realiteten, hvis grundlaget for det oprindelige standpunkt er ændret.

Hvilken fortolkning, der er mest fremherskende, står hen i det uvisse og kan svinge med tiden. Til den fornufts-relaterede version findes der et ældre lignende udtryk stammende fra Jacob Paludan: Han havde det mod altid at forlade sine tidligere standpunkter, når han indså, at han havde set fejl – Ja, vi bliver alle ældre.